# Råån

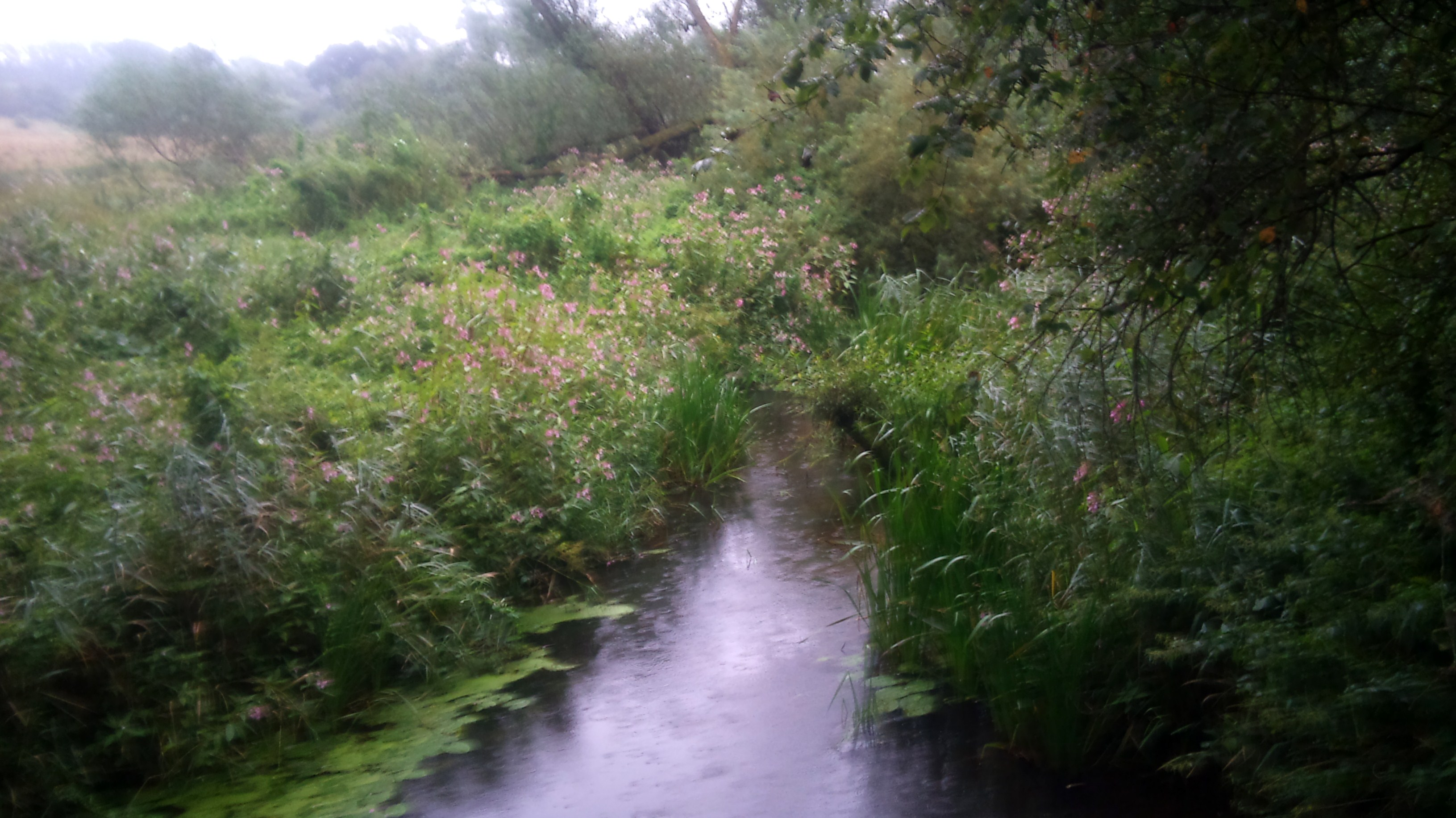
Råån utanför Vallåkra

Råån eller Råå-ån, förr även Kvistoftaån eller Kvistofta-Råån, är en cirka 30 km lång å som mynnar ut vid det gamla fiskeläget Råå i Helsingborg. Ån utgör den geografiska gränsen mellan Helsingborgsslätten och Lundaslätten och omges av en dalgång med stora naturvärden. Rååns dalgång klassas som både naturreservat, Natura 2000-område och riksintresse för både naturvården och kulturmiljövården. Tidigare kunde namnet skrivas Råå-ån och man kunde därför säga att ål som kommer från ån skulle heta Råå-å-ål, vilket bildar det enda ordet i svenska språket med fyra å på rad.

## Sträckning, biflöden ochavrinningsområde
Ån har sin början vid Duveke mellan Ekeby och Kågeröd och kallas här även Halmstadbäcken. Den flyter sedan längs en allt mer markerad dalgång i sydvästlig riktning till Sireköpinge, där den möter Tarstadsbäcken och Tirupsbäcken, varvid den egentliga Råån har sin början. Ån rinner därefter i västlig riktning mot Tågarp varefter den vrider sig mot nordväst. Här passerar ån herrgården Bälteberga, beläget strax ovanför dalen, fångar upp Tjutebäcken, och rinner sedan förbi strax intill Vallåkra. Något nordväst om Vallåkra passerar Råån Kvistofta, som förr namngav denna del av ån. Efter Kvistofta gör flödet en sväng något mer norrut och flyter sedan förbi Gantofta, där den sedan vrider sig mot väster. Därefter har ån sedan en nästan helt västlig riktning innan den inne i Råå gör en kraftig krök åt söder och vindlar en bit genom orten innan den via Råå hamn rinner ut i Öresund.
Råån har ett avrinningsområde som täcker en yta av 193 km² och är därmed ett av Sveriges minsta huvudvattendrag. Området upptar delar av kommunerna Helsingborg, Landskrona, Svalöv och Bjuv. Biflöden från öst till väst är Tarstadsbäcken, Tirupsbäcken, Halmstadbäcken, Rönnarpsbäcken, Tostarpsbäcken, Ottarpsbäcken, Tjutebäcken, Ornastorpsbäcken, Hålabäck (Härslövsbäcken), Borgenbäcken, Kövlebäcken (Fjärestadsbäcken) och Lusse-/Ramlösabäcken. De största av dessa biflöden är den 12 km långa Tjutebäcken (förr benämnd Tjute å) och den 13 km långa Lussebäcken.

## Geologisk historia
Området som ån flyter igenom har en varierande berggrund. Den äldsta berggrunden bildades under slutet av perioden silur för 410 miljoner år sedan och kan hittas i åns sydligaste delar. Vid denna tid låg Skandinavien nära ekvatorn och var täckt av vatten i form av Silurhavet. På dess botten skedde en avlagring av organiska rester blandat med lerslam, vilket genom tidsåldrarna hårdnat och bildat en blågrå eller svartgrå lerskiffer. Med tiden höjde sig marken över havet och var så under resten av paleozoikum och hela mesozoikum. De skånska sydslätterna var dock fortfarande under vatten, vilket skyddade dem mot den förvittring av avlagringarna från den kambro-siluriska tiden som skedde under 200 miljoner år. Efter silurberggrunden följer bergarter som uppkommit under yngre trias då nordvästra Skåne växlade mellan att vara täckt av vatten och att vara ett kustlandskap. Från denna tid finner man avlagringar av rödaktig sandsten blandat med lerskiffer. Inblandat i denna berggrund finns även konglomerat av kongadiabas och kambrisk sandsten, samt i sällsynta fall lager och körtlar av jaspis. Dessa anses vara rester av förvittring som utsvämmats som slam, sand och grus i havsvikar, laguner och bäckar i trakten. Denna berggrund kan hittas vid åns början i Halmstads socken och senare igen mellan Tågarp och Vallåkra. Efter Vallåkra består berggrunden av avlagringar som bildats under övergången mellan trias och jura, kallad rät-liasformationen. Även denna berggrund uppstod genom att området växelvis låg under vatten, men man finner även inslag av kolflötsar, som uppkommit genom ormbunks- och fräkenskogar som täckt kustlandskapet och sedan förmultnat och bildat stenkol.
När den senaste istiden, Weichsel, drog mot sitt slut bidrog de enorma mängderna smältvatten till stora geologiska omvälvningar i det nordvästskånska landskapet. Smältvatten strömmade fram i stora älvar under isen och karvade ut mindre dalar genom subglacial erosion. Den största erosionen skedde dock senare när smältvatten som samlats i stora issjöar leddes ut genom avloppsälvar. I issjöarna samlades också stora sedimentmassor, vilket ökade erosionen från avloppsvattnet längs älvarnas sträckning. De mjuka bergarterna i nordvästra Skåne karvades med relativ lätthet ut och längs Råån skapades under denna tid den markanta dalgången. Efter issmältningen har erosionen fortsatt, men i betydligt mindre omfattning. Den har mer gått över till en förlängning av flödet genom meandring och serpentinbildning än en fördjupning av dalgången.

## Natur
| Görarpsdammen och laxtrappan. |  | Görarpsdammen och laxtrappan. |
| Görarpsdammen och laxtrappan. |  |                               |

Råån flyter genom ett rikt åkerlandskap i en till en början blygsam dal som efter Tågarp blir allt mer markerad. Ån meandrar sig sedan naturligt genom dalen. Särskilt tydliga är meandrarna och serpentinerna mellan Tågarp och herrgården Bälteberga samt vid Vallåkra. I sitt övre lopp är ån smal och liknar mer en stor bäck. Den blir bredare vid Vallåkra efter att ha mött Härslövsbäcken och Borgenbäcken. Vid Gantofta vidgas ån ytterligare för att uppnå en betydande bredd vid Görarp. Det finns inte längre några sjöar i Rååns avrinningsområde. Källflödena rinner upp vid Baremosse (före detta Baresjön) som är belägen vid Duveke. Under vikingatiden var ån betydligt bredare och farbar från kusten fram till Baresjön. Vid utgrävningar har man funnit en hamnanläggning bestående av stensatta kanter (kajer)  vid den närliggande Halmstad by. Ån har ett flackt fall och innehåller både lugnt och strömmande vatten. Den uppvisar stora nivåskillnader mellan hög- och lågvatten.De varierande strömförhållandena i kombination med meandringen skapar utmärkta lekbottnar för öring och lax. Vid en fördämning vid pumphuset i Görarp har en laxtrappa för vandrande fisk anlagts, vilken har ökat beståndet av öring kraftigt. Bland övriga fiskarter i ån finns gädda, abborre, ål och grönling.

### Dalgången
Dalsidorna är ibland mycket kraftfullt markerade och biflödena bildar vid sina anslutningar små bidalar till huvuddalen. På de platser där dalsidorna är mindre branta är marken ofta uppodlad och mellan dalsidorna och ån har en nedre platå bildats. Denna bestod ursprungligen av våtmarker, men har genom tiderna utdikats och använts som åker- och betesmark. Sedan 1990-talet har man verkat för att återskapa våtmarker i dalen och har sedan projektets start skapat ett 50-tal nya våtmarker. Våtmarkerna har gett upphov till ett rikt djurliv med flera arter av insekter, grodor och fåglar.
Ursprungligen växte lövskog längs dalens sidor, som dock genom tiderna avverkats, även om vissa skogsområden ännu finns bevarade. Längs åns kanter finner man låglänta alkärr som översvämmas vid högvatten. Längs sluttningarna dominerar blandlövskog bestående av ek, alm, ask och bok. Den tidiga uppodlingen av dalgången, troligen mest i form av slåtterängar, har lämnat spår i området i form av bredbladiga gräs som långsvingel, samt inslag av lundalm. Andra arter som utgör markvegetationen är främst skogsbingel, kirskål, rödblära, liljekonvalj och hallon. I ån växer jättegröe, bladvass och igelknopp medan marken i skogspartierna under våren täcks av vitsippor, gulsippor och svalört.